# Rieden, Mayen-Koblenz
Rieden là một đô thị ở huyện Mayen-Koblenz bang Rheinland-Pfalz, phía tây nước Đức. Đô thị Rieden, Mayen-Koblenz có diện tích 9,1 km².